# Usturoi (film)
Filmul „Usturoi”, descris ca fiind "cel mai neromânesc film românesc", este prima producție independentă realizată exclusiv în Transilvania și primul film românesc care s-a lansat simultan în cinema și pe Internet, pe "Vimeo on Demand", pentru românii din diaspora, în luna decembrie a anului 2015.     

## Prezentare
"Usturoi" a fost scris și produs de bloggerul clujean Radu Băzăvan (groparu.ro) și regizat de sibianul Lucian Alexandrescu, stabilit în Miami, SUA. Filmul descrie prietenia dintre doi copii (unul de etnie romă) și călătoria acestora dintr-un sat din Sălaj către Cluj-Napoca, unde visează, cu inocența copilăriei, să-și îndeplinească visul de a deveni actori. Filmul este o comedie care se adresează deopotrivă spectatorilor foarte tineri, adulților și seniorilor, fiind realizat în jurul unui concept nou pentru România, prin prezentarea unei perspective inedite asupra relațiilor interetnice din Transilvania.  

## Distribuție
- Sebastian Topan  .....  Nicușor

- Darius Stoica  .....  Eremia
- Elena Ivanca  .....  Mama
- Ileana Negru  ..... Vrăjitoarea Florida
- Nicu Varga  ..... Ceapă
- Tibi Covaci Senior  ..... Usturoi
- Jon Selesi  ..... Charlie Chaplin
- Daniela Stoica  ..... Marmelada
- Andreea Ioana Zaharia  ..... Zenobia
- Ionuț Turda  .....  Trandafir
- Mircea Groza  .....  Bucătarul
- Istvan Robert Kanalas  ..... Mafiotul
- Gabriel Oana  .....  Controlorul de bilete
- Razvan Dragoș ..... personaj în tren.
- Adrian Hădean  ..... personaj în parc
- Alina Dragoș  ..... vânzătoarea de bilete
- Mishu Călian  ..... Polițistul 1
- Vlad Cucu  .....  Polițistul 2

## Recepție
Filmat în doar 16 zile în Sălaj și Cluj-Napoca, cu un microbuget acoperit în exclusivitate din fonduri proprii, filmul "Usturoi" a umplut sălile la festivalurile de film, proiecțiile sale reprezentând cele mai disputate momente de la TIFF Cluj, 2014, Comedy Cluj, 2014 (doua proiecții cu casa plină, cea de la cinema "Florin Piersic" reprezentând record absolut de audiența în ultimii 25 de ani
- peste 1.000 de oameni), TIFF Sibiu, 2014, Tenaris CineLatino Zalău, 2014 (două proiecții, record absolut de audiență), KINOdiseea București, 2014 (casa închisă de două ori) și de la cinema Marăști și cinema Victoria (trei proiecții cu casa plină la lansarea în cinematografe, pe 17 decembrie 2015). 
În străinătate, filmul a fost difuzat la New York Independent Film Festival, Boston Kids International Film Festival (SUA), Nomad Norvegia, Chemnitz Germania, precum și în mai multe cinematografe private din Germania, Austria și Elveția.
În 2015, filmul s-a lansat independent în cinematografele din țară, și, cu toate că nu a intrat în toate rețele de cinema din România, a reușind să se clasese pe primul loc ca încasări între filemele românești în primul trimestru al anului 2016, în Cluj depășind chiar ca număr de bilete vândute blockbuster-ul american The Reverant.  
Din coloana sonoră face parte și prima piesă Gypsy Rap din lume, cantata de ViLLy.